# 宁江州
宁江州，混同軍，辽朝时设置的州。
清宁中置，治所在混同县（今吉林省扶余市东石头城子）。属东京道。辖境相当今吉林省扶余市一带。天庆四年（1114年），完颜阿骨打起兵攻辽，首克此城。金朝初年，废。